# Taanit
Cet article possède un paronyme, voir Tanit.
Pour le traité talmudique de ce nom, voir Taanit (traité).
Un ta'anit (hébreu : תענית « mortification ») désigne une période de privation de nourriture et de boissons à titre volontaire, privé ou public, dans un but de repentir, de deuil ou d'abstinence. Le taʿanit est prescrit dans la Bible lors du jour solennel du Grand Pardon, aux côtés de nombreuses manifestations individuelles d’affliction. Divers jeûnes publics sont institués en mémoire de la destruction du Temple, et d'autres encore sont instaurés par les rabbins. Ceux-ci enseignent qu’il permet l’élévation de l’âme, avec d’autres manifestations d’austérité, et il joue à ce titre un rôle important chez les mystiques juifs.

## Le jeûne dans les sources juives
(novembre 2010).
Selon les prescriptions rabbiniques, on ne peut ni manger ni boire pendant 25 heures, s'il s'agit de Yom Kippour ou du 9 Av. Les autres jeûnes se déroulent du lever de l'aube au coucher du soleil (déterminé par la sortie des étoiles). 
Des coutumes de deuil sont en vigueur à Yom Kippour (parce que l'on doit mortifier son âme -cf. Lévitique 23, 27) et à Tisha Be-Av (commémorant, entre autres, la chute des deux Temples de Jérusalem) :
- Il est interdit de se laver
- Il est interdit de se parfumer ou d'utiliser tout cosmétique
- Il est interdit de porter des "sandales" (semelles de cuir)
- Il est interdit d'avoir une intimité conjugale.

Les juifs orthodoxes ajoutent des prières particulières, les seli'hot dans les offices du matin.

## Jeûne d'institution mosaïque
Le seul jeûne mentionné dans la Torah est celui de Yom Kippour (Lévitique 23:26-32). Il est largement suivi par les Juifs, quel que soit leur degré de pratique religieuse.

## Jeûnes d'institution prophétique: les quatre jeûnes
Quatre jeûnes supplémentaires sont mentionnés dans le Livre de Zacharie (Za 8:18) :

« Ainsi parle YHWH Tzevaot : le jeûne du quatrième [mois], le jeûne du cinquième, le jeûne du septième et le jeûne du dixième se changeront pour la maison de Juda en jours d’allégresse et de joie, en fêtes de réjouissance. »

- Le jeûne du quatrième est celui du 17 Tammouz (Ta'anit 4:8)
- Le jeûne du cinquième est celui du 9 Av (Ta'anit 4:6)
- Le jeûne du septième est le Jeûne de Guedalia (Roch Hachana 18b;).
- Le jeûne du dixième est celui du 10 Tevet (2 Rois 25:1-4)

Ces jeûnes étant liés au siège de Jérusalem, à la destruction du Premier Temple de Jérusalem (et, par la suite, à celle du Second Temple pour le 9 Av) et à la destruction de la nation judéenne qui s'ensuivit, ils sont inconnus des Samaritains, qui avaient établi leur lieu de culte sur le mont Garizim. Ces commémorations sont donc les premières à connotation typiquement juive, plus exactement judéenne.

### Observances karaïtes
Les Karaïtes observent également ces quatre jeûnes, mais, leur interprétation différant de la tradition orale et ne se basant que sur la Miqra, ils fixent ces jeûnes à des dates différentes, à l'exception du dix Tevet (Jérémie 32:4-5) :
- Le jeûne du quatrième se produit le 9 Tammouz (2 Rois 25:3-4)
- le jeûne du cinquième se produit le 7 (2 Rois 25:8-10) et le 10 Av (Jérémie 52:12-14). Contrairement au 9 Av, il ne commémore que la chute du Premier Temple et non celle du Second.
- Le jeûne du septième se produit le 24 Tishri (Néhémie 9:1)

## Jeûnes d'institution rabbinique
Deux jeûnes sans source dans le Tanakh, sont cependant mentionnés par les autorités halakhiques (Rambam, Arbaa Tourim, Choulhan Aroukh, ...) à titre de coutume, par les Juifs orthodoxes. Il s'agit :
- du jeûne d'Esther à la veille de Pourim (Sheiltot deRav Ahaï Gaon parashat Vayaqhel she'ilta 67:18)
- du jeûne des premiers-nés, à la veille de Pessa'h (Traité Soferim 21:3 et, selon le Rosh, T.B. Pessa'him 68 a).

Toutefois, si beaucoup de juifs observent encore le jeûne d'Esther, le jeûne des premiers-nés a de nos jours été remplacé par un siyoum (repas festif célébrant la complétion de l'étude d'un traité de la Mishna ou, plus souvent, du Talmud. Le siyoum étant considéré comme étant un motif légitime pour "casser" un jeûne, beaucoup d'aînés le font et peuvent ainsi manger le reste de la journée.

## Le concept du jeûne dans le judaïsme
Dans le judaïsme, un jeûne signifie une abstention complète de nourriture et de boissons, eau comprise. La prise de médicaments, voire le brossage de dents sont interdits lors des deux jeûnes majeurs, c'est-à-dire Yom Kippour et Tisha BeAv, mais sont permis lors des jeûnes mineurs.
Les juifs pratiquants jeûnent six jours par an, outre les jeûnes personnels. À l'exception de Yom Kippour, il est interdit de jeûner le Shabbat, car le commandement d'observer le Shabbat est une prescription biblique surpassant tout jeûne d'institution ultérieure, que ce soit par les prophètes ou les rabbins. Yom Kippour est le seul jour de jeûne explicitement mentionné dans la Torah.